# تفجير مجمع هشارون 2005
التفجير الثاني في مدخل مجمع هشارون وهي عملية استشهادية فدائية وقعت في 12 تموز 2005 في مجمع هشارون في نتانيا، إسرائيل. قتل 5 أشخاص في الهجوم، يذكر أن العملية الأولى كانت عام 2001 ، وأعلنت سرايا القدس الجناح العسكري لحركة الجهاد الإسلامي الفلسطينية مسؤوليتها عن الهجوم وكانت بمثابة الرد على  اغتيال القائدان لؤي السعدي ونهاد غانم وكوكبة من شهداء الشعب الفلسطيني، ورداً على الخروقات الصهيونية المتكررة.

## العملية
خلال فترة ما بعد الظهيرة من يوم 12 يوليو عام 2005، اقترب الفدائي فلسطيني «لطفي أمين أبو سعدة» من مركز هشارون التجاري الشهير في وسط مدينة نتانيا الساحلية. فجر الشهيد الذي كان يرتدي متفجرات مخبأة تحت ملابسه، حوالي الساعة 6:35 مساءً عند معبر للمشاة، بعد أن اقترب من مجموعة من أربع شابات، كانوا يعبرون الطريق.
قتل ثلاث نساء في الهجوم. مات عريف من جيش الاحتلال وامرأة أخرى متأثرين بجراحهم. بالإضافة إلى ذلك، أصيب حوالي 90 شخصًا في الهجوم، خمسة منهم في حالة خطيرة. كما تسبب الانفجار الذي وقع عند تقاطع مزدحم خارج المركز التجاري خلال ساعة الذروة المسائية في أضرار للعديد من السيارات القريبة، بالإضافة إلى ذلك، تحطم بعض نوافذ مركز التسوق.
بعد الهجوم، ذكرت الشرطة المحلية أن الانتحاري كان يحمل حوالي 10 كيلوغرامات من المتفجرات، فضلاً عن المسامير والكريات المعدنية، على حزام ناسف تم ربطه بجسده. كانت عمدة نتانيا الصهيونية مريم فيربرغ، حاضرة في موقع الهجوم.

### القتلى
- راحيل بن أبو، 16 عاما، من تل أبيب[3]
- نوفار هورويتز، 16 عاما، من تل أبيب[4]
- جوليا فولوشين، 31 عامًا، من نتانيا[5]
- أنيا ليفشيتز، 50 عاما، من نتانيا[6]
- العريف. موشيه ماور جان، 21 عاما، من تل أبيب[7]

## المسؤول
وأعلنت منظمة الجهاد الإسلامي الفلسطينية مسؤوليتها عن الهجوم وذكرت أن الهجوم نفذه الطالب الفلسطيني لطفي أمين عبد اللطيف أبو سعدة، من قرية ببلدة علار شمال طولكرم الضفة الغربية.

## بعد الحادثة
في يوم التفجير، ألغى وزير الدفاع الإسرائيلي شاؤول موفاز اجتماعًا مع الوزير الفلسطيني للشؤون المدنية، محمد دحلان، المقرر عقده في ذلك المساء لتنسيق مختلف القضايا المتعلقة بانسحاب إسرائيل من قطاع غزة.

### تسيلم الجثمان
وكانت قوات الإسرائيلي قد سلمت لطفي أبو سعدة بتاريخ 31 / 5 / 2012م، بعد أن احتجزت جثمانه لمدة 7 أعوام، وشيعت جماهير بلدة علار، جثمان لطفي أبو سعدة، بمشاركة الآلاف من المواطنين وممثلو الفصائل والشخصيات العامة والوطنية وعلى رأسهم قادة الجهاد الإسلامي في الضفة، ورفعوا الأعلام الفلسطينية ورايات حركة الجهاد، والذي يعد أبو سعدة أحد فرسانها.

## ردود الفعل الرسمية
الأطراف المعنية
- فلسطين :
- السلطة الفلسطينية أدانت الهجوم. ووصف مسؤول السلطة الفلسطينية جبريل الرجوب ذلك بأنه «مؤلم لقضيتنا»، وصرح كبير المفاوضين صائب عريقات بأن «الذين نفذوا هذا الهجوم يريدون تخريب الجهود المبذولة من أجل فك الارتباط السلمي والسلمي من غزة وإحياء عملية السلام».
- حملت حركة حماس حكومة شارون المسؤولية الكاملة عن هذه العملية مشيرة إلى التصعيد الإسرائيلي الذي شهدته الأراضي الفلسطينية مؤخرا إضافة إلى عدم احترام (إسرائيل) لشروط التهدئة التي أعلنتها الفصائل الفلسطينية وعدم الالتزام بها.[8]
- إسرائيل
  - زعمت الحكومة الإسرائيلية أن السلطة الفلسطينية لا تفعل ما يكفي لوقف الإرهاب. صرح ديفيد بيكر، المسؤول في مكتب رئيس الوزراء أرييل شارون، أن «إسرائيل بذلت كل ما في وسعها لتخفيف الاحتياجات الفلسطينية ولكن السلطة الفلسطينية لم تف بالتزاماتها التي تعهدت بها في شرم الشيخ ولا تظهر أي علامات على القيام بذلك».

## روابط خارجية
- تفجير انتحاري في مركز نتانيا للتسوق - نُشر في وزارة الخارجية الإسرائيلية
- يقتل الانتحاري ثلاثة في مركز تجاري إسرائيلي - نشر في سي إن إن في 12 يوليو 2005
- وفاة ضحية نتانيا الرابعة - نُشرت في Ynet في 13 يوليو 2005
- عدد قتلى تفجيرات نتانيا إلى 5 - نُشر في Ynet في 14 يوليو 2005